# Önkényes Mérvadó
Az Önkényes Mérvadó magyar közéleti rádióműsor, podcast. Először 2015. február 23-án volt hallható a Jazzy Rádióban, majd a Spirit FM-én volt hallható, illetve 2023 szeptemberétől az ATV Spirit csatornán volt látható a stúdióból közvetített élőkép. Állandó műsorvezetői Puzsér Róbert és Horváth Oszkár, valamint eleinte alkalomszerűen, később állandóan egy-egy harmadik műsorvezetőtárs. Jelenleg a Szélsőközép YouTube- és podcast csatornáin elérhető, a felvételek az Inga Kultúrkávézóban készülnek.

## Áttekintés
A műsor eredetileg egy délutáni véleményformáló és véleményütköztető program volt, melyben előre kiválasztott és a hét elején a Facebookon a hallgatók részére is bemutatott témák mentén beszélgettek a műsorvezetők. Ezek a témák a legváltozatosabbak lehettek: akár aktuálpolitikai kérdések, akár a bulvár mélységeinek kritikája, vagy éppen a magyar néplélekben gyökerező szokások, filozófiai kérdések, netalán gyerekkori tapasztalatok képezik az alapjukat. A legtöbb adás élőben ment, alkalmanként felvételről, élő adás alatt pedig a hallgatók is hozzászólhattak SMS-ben vagy Viber-üzenetben (korábban WhatsApp-on keresztül), amelyek közül egyes adásokban kiválasztották a Nap Üzenetét.
A műsor célul tűzte ki a kulturális normarendszer formálását, egyfajta igazodási pontként az ízléstelenség tengerében. Az egyes műsorblokkok közt hallható kis bejátszások, illetve a műsor főcíme is ezt támasztották alá.
Kipróbáltuk az Önök ízlését. 17/23/25 évük volt arra, hogy felépítsék a saját kultúrájukat. Így születtek a valóságshow-k, a szappanoperák, a Bundesliga-frizura, a pankráció, a Rómeó és Júlia-musical, a gyermekszépségversenyek, Michael Flatley, Világslágerek pánsípra és okarinára, a hitvány ejtőernyős Elvis-imitátorok, a makkos cipő, és Richard Clayderman. Az Önök ízlése leszerepelt. Átvesszük az ügyet és hozzálátunk a kármentéshez.
A Jazzy Rádióban (akkor 90.9 Jazzy) 2015 tavaszán még kísérleti jelleggel indult a műsor, minden hétköznap 15 és 16 óra között, Puzsér Róbert és Horváth Oszkár vezetésével. Február 23-tól június 5-ig tartott, majd ezután egy hosszabb szünet következett, és 2016. szeptember 5-én tért vissza, ekkor már 17 és 19 óra között. Ebben az időben volt pár adás, mely felvételről készült, alkalmanként pedig a MOM Parkba települt ki a műsor. Az Önkényes Mérvadó 2017. június 16-án hivatalosan nyári szünetre ment, azonban a Jazzy Rádióban később már nem folytatódott. Négy, kizárólag az internetre felkerülő különkiadás készült el, ebből kettő 2018 végén, kettő pedig 2019-ben került bemutatásra. A koronavírus-járvány kirobbanásakor Csízi Ágnes több műsorvezető-társával közösen úgynevezett "KaranTéma" beszélgetéseket csinált, a legkülönfélébb témákban.
2020 őszén a Spirit FM átvette a műsort, és október 5-től kezdve 16 és 18 óra között került sugárzásra, de már csak hétfőtől csütörtökig, és a csütörtöki napon nem volt új adás, hanem a hét korábbi műsorainak kivonatolt változata volt hallható. Valamennyi adást éjszaka megismételnek. 2021 áprilisának végétől már csütörtökön is volt új élő adás, péntekenként sugározták a heti best of adást, és egy órával későbbre, 17 és 19 óra közöttre került a műsor. 2021 szeptemberétől kezdődően már ismét a hét minden napján élő lett a műsor, egyben kismértékben átalakult a műsorstruktúra: a korábban a műsor jelentős részét kitevő visszatérő rovatok a háttérbe szorultak, helyettük pedig lényegesen több aktualitással foglalkoztak.
2022 januárjában újra nagyobb változások történtek: Puzsér Róbert alkotói szabadságra vonulva a rádióműsorból is kiszállt átmenetileg, de csak az élő adásokból. Ugyanis péntekenként a régi adásokból hallható válogatások kerültek műsorra, élőben hétfőtől csütörtökig jelentkezett az Önkényes Mérvadó, ahol Horváth Oszkár mellett a korábban a Szélsőközép című rádióműsorból Puzsér "ellenpontjaként" ismert Tasnádi András lett a másik állandó műsorvezető. Júniustól újra a megszokott rend szerint kerül adásba a műsor, Tasnádi pedig saját, "A bohóc karmai közt" című műsorral jelentkezett.
2022 szeptemberétől a műsorban még nagyobb hangsúlyt kaptak a közéleti témák és az aktualitások, és immár háttérzene nélkül folyt tovább a műsor. 2023-ban a nyári szünetben Horváth Oszkár az "Élőben jófej" című beszélgetős műsorral jelentkezett. Az év során már többször előfordult, hogy az adást a stúdióban felvett élőképpel mutatták be az interneten, ez 2023 szeptemberében állandóvá vált, sőt a műsort az ATV Spirit csatornán élőben közvetítették. Ugyanezen év őszén a Direct One támogatásával kizárólag interneten elérhető különkiadásokban kritizáltak sorozatokat Szirmai Gergellyel. A 2024-es európai parlamenti és önkormányzati választások alkalmából június 9-én több óra hosszú, éjszakába nyúló, interneten streaamelt eredményváró műsort vezettek Boros Tamással és Magyar Dáviddal négyesben. Ugyancsak 2024 júniusában jelent meg Börzsei Dávid szerkesztésében a műsorral azonos címet viselő könyv, mely 35+1 témát dolgoz fel az évek során kitárgyaltakból.
A nyári szünet előtti utolsó adás 2024. június 28-án került sugárzásra. A terveik szerint 2024 őszén úgy folytatódott volna a műsor, hogy már nem hétköznap, hanem hétvégénként, heti két adással jelentkeztek volna. Egy héttel a várható visszatérés előtt, augusztus 28-án Puzsér Róbert a Facebookon jelentette be, hogy a Spirit FM úgy döntött, hogy náluk nem folytatódik a műsor. 2024 szeptemberében a Szélsőközép YouTube-csatornája bejelentette, hogy átveszi a műsort, és folytatni fogja hetente egyszer, közösségi finanszírozással. Később ez hetente többszöri alkalomra változott. 2025 január közepén Horváth Oszkár átmenetileg kiszállt a műsorból pár hétre, hogy saját induló vállalkozásával kapcsolatos kötelezettségeit teljesítse. Az ezredik, jubileumi adást párszáz fős közönség előtt, a Vasas Székházban tartották 2025. március 8-án.

## Műsorvezetőtársak, vendégek
- Bankó Gábor (2017)
- Békés Dóra (2016-2017)
- Béndek Ábris (2023-)
- Bíró Dávid (2017)
- Boros Gábor (2017)
- Boros Tamás (2024-)
- Borsi Bálint (2023-)
- Börzsei Dávid (2021-)
- Csató Adorján "Funktasztikus" (2017, 2021)
- Cseri Hanna (2023)
- Csízi Ágnes (2017-)
- Csonka Liberta (Csonka Berta néven is) (2021-2024)
- Csunderlik Péter (2016–2017, 2022-)
- Darvas-Tanács Erik (2024)
- Dinnyés Gergely (2016-2017, 2021, 2023-2024)
- Egri Viktor (2024-)
- Farkas Attila Márton (2017, 2024-)
- Fehér Berci (haditudósító fotós, 2017)
- Ferencz Vera (2022)
- Gödri Bulcsu (2020-2024)
- Gyárfás Dorka (2024)
- György Imre (2024)
- Kassai Lajos (2021, 2024)
- Péter-Kovács Zoltán "Kovács 4 Zoli" (2020-2024)
- Laska Pál (2023)
- Linczényi Márkó (2025)
- Magyar Dávid (2022-)
- Molnár Áron (2021)
- Monok Anett (2017)
- Murányi Pál (2020, 2022-2024), 2017-ben "Hideg Márk" álnéven
- Nagy Gergely (2022-)
- Nemes Dániel (2023)
- Németh Gábor (2017)
- Németh István "Pilu" (2022)
- Nyári Gábor (2016–2022)
- Pál Zsombor (2025)
- Rónyai Júlia (2025)
- Sarkadi Balázs (2025)
- Somodi-Solymos Eszter (2024)
- Sós Ágnes (2023)
- Schuszter Henrik (2022)
- Szabó Eszter (2020-2024)
- Szabó Márton "Csoki" (2025)
- Szirmai Gergely (2023)
- Szirmay Kristóf (2021)
- Tasnádi "Ellenpont" András (2017, 2022)
- Varga Etele (2025)
- Vogl Filemon (2021)
- Waldmann Szabolcs (2022)
- Zászkaliczky Márton (2023, 2025)
- Zsótér Indi Dániel (2024-)
- Zsupos Ági (2022-2023)

## Visszatérő rovatok
Ezek a műsor korai éveiben voltak jellemzőek, a műsorstruktúra átalakulásával később fokozatosan megszűntek.
- A Jó, a Rossz, és a Nézhetetlen: kortárs filmek értékelése, az adás első felében spoilermentesen, később a cselekményt is részletesen kitárgyalva. 2017 őszén a rovat alapján önálló műsor indult a Jazzy Rádióban.
- Dalszövegelemzés: jellemzően magyar nyelvű dalszövegek elemzése a sorok és a mondanivaló komolyan vételével. Korábban alkalomszerűen bukkant fel, 2020-tól Szövegtudományi tanszék címmel rendszeres műsorelemmé vált.
- CsillagSilhouette: egy kiválasztott bulvárhír elemzése a cím és a tartalom alapján. A rovat "Extra" változatában olyan emberek szerepelnek, akik nem hírességek, mégis bulvárhírértékű dolgot hajtottak végre.
- Félrehallások: élőszóban kimondott, és az eredetihez képest teljesen máshogy hallott szavak gyűjtése a hallgatók segítségével.
- In Medias Trash: médiatartalmak heti röntgenlelete, a közösségi médiában megjelent aktuális furcsaságok véleményezése

## Médiavisszhang, botrányok
A műsor egyik úgynevezett "wish"-ében (az egyes blokkokat összekötő, előre elkészített bejátszások) egy Nóri nevű hallgató Kelenföldről azt kéri, hogy játsszanak egy dalt Puskás Petitől. Erre Horváth Oszkár azt mondja, hogy büszkén nem teljesítik a kívánságát, majd Puzsér azt, hogy "az a helyzet, hogy csak igényes zenét játszunk". 2015. március 6-án megjelent egy cikk a Hír24-en (ma 24.hu) "Puzsér szerint Puskás Peti nem elég igényes" címen, amelyben Puskás előadta, hogy "beszálltam az autóba, ment a Jazzy, ahol épp Puzsér Róbert viaskodott egy hallgatóval, hogy itt csak igényes zene megy és Puskás Petit nem fognak lejátszani, úgyhogy hagyjon fel azzal, hogy engem kéreget. Vajon Robi tudja, hogy egyébként megy dalom náluk?", továbbá hogy Geszti Péterrel közösen hallották ezt az autóban, és ettől felszaladt a szemöldökük. A március 9-i adásban Puzsér elmondta, hogy ezt a "wish"-t ők gyártották, ez nem egy igazi hallgató, és nem hiszi el, hogy legalább az egyikük (itt Geszti Péterre gondolt, aki marketing-szakember is) ne ismerné fel, hogy mi volt ez (utalva arra, hogy a méltatlankodó cikk valószínűleg marketing-célokat szolgált). Egyben előadta, hogy ők voltak azok, akik nem szerettek volna Puskás Petit játszani, "mindenki, aki Puskás Petit kért, és ez pedig nulla ember, azoknak teljesült a kívánsága. Úgy vagyunk vele, hogy sem most, sem a jövőben nem áll szándékunkban kívánságműsort vezetni. De azt megígérem, hogy ha egyszer fogok kívánságműsort vezetni, és egyszer oda betelefonál valaki és Puskás Petit kér, megígérem neked, Peti, hogy nem fogom teljesíteni."
2020. október 13-án a celebekkel kapcsolatos rovatban Varga Viktor énekest Puzsér a celebek legsemmirekellőbbjének, legirritálóbbjának, legostobábbjának, legszégyentelenebbjének nevezte, egy bulvárhír kapcsán, mely szerint "Varga Viktor tonhallal most fogat". Puzsér szerint ebből a hírből "nemhogy nem következik belőle semmi, nemhogy nem közérdekű egyáltalán, nemhogy nem érdekes egyáltalán, nem is egy érdektelen, banális, triviális, jelentéktelen és érvénytelen tény, hanem egy kifejezetten ennek a hírnek a legyártása érdekében kitalált kamu hülyeség [...] Nyilvánvaló, hogy nem mos tonhallal fogat. Ahogy az ember nem csókolgatja a Mona Lisát, nem celebkedik és nem játssza az eszét minden pillanatban a bulvárnak, ezt csakis Varga Viktor csinálja, a tonhallal való fogmosás az kifejezetten arról szól, hogy 'Néztek? Akkor gyorsan fogat mosok tonhallal!', De ha nem néztek, akkor természetesen nem csinálok ilyen hülyeséget, mert ilyet nem csinál élő ember. Varga Viktor megjátssza a fogyatékost, megjátssza a hülyegyereket, mert úgy feltételezi, hogy ez érdekes a bulvár számára. [...] Ő valójában nem egy énekes, hanem egy szemérmetlen pojáca. Egy ótvar kis senki, aki valójában ezzel a kis semmirekellőséggel valamiért, nem tudom, hogy miért, de nem tud együtt élni. És valamiért azt feltételezi, hogy érdekes, hogy nagyszerű, és a legkeservesebb ebben, hogy a szervezett bulvárt őt tendenciózusan megerősíti. [...] De a csávó valójában hideg fejjel, jól számítóan hozza meg ezeket a döntéseket, amik alapvetően PR-vezérelt döntések." Varga Viktor ezeken a kijelentéseken felháborodott, október 21-én telefonon kapcsolták be a műsorba, mivel előzőleg azt hiányolta, hogy nem hagytak teret annak, hogy megvédje a saját álláspontját. Az adás során végül nem sikerült dűlőre jutniuk.
2021. március 24-én a "Celeb tengely" című műsorban Puzsér Róbert vitába szállt műsorvezetőtársával, Nyári Gáborral, a kereskedelmi televíziók kultúrára gyakorolt züllesztő hatása kapcsán. Az egyre elfajuló vita hevében Puzsér személyeskedő állításokat is tett az egyébként az RTL-nél dolgozó Nyárira, aki ezen egy idő után feltehetőleg annyira megsértődött, hogy nem volt hajlandó megszólalni, csak az adás legvégén. Horváth Oszkár próbálta a feszültséget oldani, kevés sikerrel. A március 31-én adásba került műsorban Horváth Oszkár hosszas magyarázkodásba kezdett az incidens miatt, elmondta azt is, hogy a Spirit FM a kérdéses adást levetette a felületeiről, Puzsér és Nyári pedig élő adásban bocsánatot is kértek egymástól. Szeptemberben az ominózus adás visszakerült a Puzsér Podcast-re.
2021. június 10-én "Művészek közösségi média oldalainak törlése" címmel ment le egy adás Vogl Filemon és Funktasztikus közreműködésével. Bemutatása után ez az adás sem került ki az online felületekre, feltehetően azért, mert néhány, véletlenül kicsúszott trágár kifejezés is elhangzott benne, illetve Funktasztikus a Fluorral illetve Ecküvel kapcsolatos véleményét is kifejtette, összefüggésbe hozva a két nevezett személy vele kapcsolatos ellenérzését a YouTube-oldalának törlésével is, illetve közvetetten utalt egy kedves barátja halálára. Horváth Oszkár azért az adásban felajánlotta, hogy a nézeteltérések tisztázására lehetőséget biztosítanak valamennyi félnek a műsorban, ha van erre részükről igény. Az adás 2021 őszén felkerült a hivatalos Puzsér Róbert-csatornára, de mindent kivettek belőle, amely az Önkényes Mérvadóra utalt, és a sorozat számozásából is kikerült (ez volt hivatalosan a 383. adás).
2021. szeptember 22-én "A halál esztétikája" című műsorban Nyári Gáborral közösen elemezték a témát, köztük Louis-Ferdinand Céline "Utazás az éjszaka mélyére" című 1932-es művét. Céline többek között azt írta, hogy "nálunk az efféle jelszavak, mint hogy akasztófára a fehérrépákkal, húzzátok fel a kifacsart citromokat, a gyanútlan olvasókat, milliók jobbra át, óriás tömegekben keltik fel a hivatástudatot. Azok pedig, akik nem akarnak sem ölni, sem gyilkolni, azokat a büdös pacifistákat nyakon kell csípni, és négyfelé hasítani". Puzsér erre elmondta, hogy ez a szöveg megidézte a XX. század szellemét, mert a nácizmus és a bolsevizmus is ezt vallotta, csak pár kifejezést kell kicserélni. Nyári erre feltette azt a kérdést, hogy de akkor kik a fehérrépák és kik a citromok, majd felidézte az egykori Matula Magazin egyik olvasói levelét ("holokauszt nem volt, hanem lesz"), és az erre írt egymondatos szerkesztőségi választ ("de az isten szerelmére, mikor?"). Horváth Oszkár ekkor, a műsoridő végeztével szerette volna befejezni az adást, de Puzsér és Nyári tovább folytatták a gondolatmenetet ("szóval ha az van, hogy holokauszt nem volt, akkor már csak az a kérdés, hogy ez probléma? Mert ha nem, akkor megrendezhetjük"), majd az elbúcsúzáskor elmondták, hogy "ordenárék vagyunk és ezt bizonyítjuk hétről hétre". Egy héttel később, amikor ismét Nyári volt a vendég, az aktuális téma előtt Puzsér és Nyári egy első hallásra furcsa, a műsor főcíméből vett példálózással kértek elnézést a múltkori adásban előadott, antiszemita áthallásokat tartalmazó mondanivalójukért. Puzsér elmondta, hogy neki nincs baja a színvonalas műsort előadó ejtőernyős Elvis-imitátorokkal, nem szeretné, ha magukra vennék, nem szeretne velük szemben általánosító kijelentést tenni, ezután előadtak Nyárival egy szintén elég ironikusan ható, az ilyen jellegű bocsánatkérések szélsőjobboldali közhely-fordulataival operáló monológot.
2021. szeptember 28. napján a dalszövegelemző rovatban Hrutka Róbert "Élni hívlak" című, a 2021-es ellenzéki előválasztás hivatalos dalának választott szerzeményét elemezték. Puzsér a kapcsolódó videoklipen és a politikai tölteten túl Molnár Áron szereplését kritizálta (akit következetesen noÁR-nak nevezett), főként az általa előadott rapbetétet. Azt mondta: "na most hadd kérdezzem meg, költői a kérdés, hány percet fordított noÁR ennek a szövegnek a megírására? Mert nagyjából úgy néz ki, hogy megérkezett a Szakszervezetek Házába (úgy képzelem, hogy ott vették ezt föl), és amíg a liftben fölment a földszíntről a harmadikra, az alatt ezt írta. Lekörmölte. Nagyjából olyan minőségű. Erre föl kéne nekem elmennem az előválasztásra? Hogy a noÁR nem volt hajlandó letenni a seggét, és nagyjából 20 percet szánni erre a rapbetétre? Milyen minőségű ez? Vagy ha a noÁR úgy látja, hogy nem képes ennél jobbat, akkor nem talált valakit, aki szerint lehetne egy jobb rímet is odakörmölni?". Továbbá észrevételezte, hogy jól látható, hogy ugyanaz az elit szerepel benne, akik 2010 előtt a harmadik magyar köztársaság bukásának felelősei voltak, és hogy ha annak idején együttesen Gyurcsány Ferencet próbálták volna jobb belátásra bírni, akkor nem jutott volna idáig az ország - megjegyezve, hogy ha ezek az emberek nem lennének benne a klipben, nagyobb esélye lenne az előválasztásnak is. Október 14-én Molnár Áron egy videoüzenetben történő felhívást követően személyesen ment el a műsorba, hogy reagáljon az elhangzottakra. Mindenekelőtt megjegyezte, hogy a noÁR az nem az ő neve, hanem a mozgalmának a neve, majd visszautasította, hogy a klipben szereplő személyek "SZDSZ-es értelmiségiek" lennének. Puzsér fenntartotta az állításait, mondván, hogy Molnár Áron a jelenlétével hitelesíti ezeket az embereket, aki viszont következetesen azt állította, hogy ezeknek az embereknek semmi köze a 2010 előtti politikához. A vita eredménytelenül zárult.
2024. június 12-én arról az előző napi esetről beszélgettek, amikor az ATV "Egyenes Beszéd" című műsorába meghívott Magyar Péter, a Tisztelet és Szabadság Párt alelnöke alig másfél perc után otthagyta a stúdiót, mert a vele interjút készítő Rónai Egon nem a választási eredménnyel összefüggésben kezdett el neki kérdéseket feltenni, hanem átadott neki egy dossziét és számonkérte, hogy miért hazudik arról, hogy soha nem hívják meg őt. Puzsér és Horváth műsorvezetőtársa a Spirit FM részéről Somodi-Solymos Eszter volt. Horváth Oszkár az eseményeket kommentálva azzal nyitott, hogy jó-e az nekik, ha ezen a csatornán csinálnak műsort, Puzsér pedig elmesélte, hogy főpolgármesteri kampányában 2019-ben ő is lett már így lépre csalva az ATV részéről. Puzsér azt is elmondta, hogy szerinte az ATV-Spirit FM cégcsoporthoz közel álló két párt, a Fidesz és a DK is meg akarták büntetni Magyar Pétert, erről szólt a számonkérés. Somodi-Solymos képviselte saját véleményével az ellenpontot, ami miatt a kommentmezőben rengeteg személyeskedő, sértő megjegyzést is kapott. A másnapi műsorban a három műsorvezető megvédte kollégáját és felhívták a hallgatók figyelmét arra, hogy tartózkodjanak az ilyen viselkedéstől.

## Különkiadások
- A kegyes hazugságokról (2018)
- Gyermekekről és idősekről (2018)
- Bizalom, Trigger Warning (2019)
- Pornó versus játékfilmek (2019)
- Kórházas sorozatok; "A gyakornokok" című sorozat (2023)
- Erotikus sorozatok; "Ösztönök hálójában" című sorozat (2023)
- A kegyelmi botrány (2024)
- Orbáni évértékelő, influencer-tüntetés, Balog lemondott (2024)
- Túszejtős sorozatok: A "Fogság" című sorozat (2024)
- "Az évszázad csalása" című sorozat (2024)
- Választási livestream (2024)
- A "Határtalanul" című krimisorozat (2024)
- Provokáló kosztümös filmek, művészi szabadság vs. diktátum, "A nemzet lánya" (2024)
- Punks against NER - avagy a NER mint múzsa (2025)

## Kapcsolódó műsorok
- A bohóc karmai közt - délelőtti, korábban délutáni véleményformáló beszélgetések a Spirit FM-en különféle aktuális témákban 2022-től 2024-ig. Egyik műsorvezetője az Önkényes Mérvadóból ismert Tasnádi András volt, aki "András, a jóember" címen egyszemélyes animációs véleményeket is bemutatott a YouTube-on a műsorral egyidőben.
- Élőben jófej - kezdetben rádióműsor a Spirit FM-en, majd tévéműsor az ATV Spiriten, 2023-tól. Horváth Oszkár beszélget kötetlenül meghívott vendégeivel.
- Lelki ismeretek - Csízi Ágnes önálló műsora a Spirit FM-en 2022-ben. Később "Miért?" címmel indított a YouTube-on saját kritikai műsort.